# Iwan Andrejewitsch Bukin

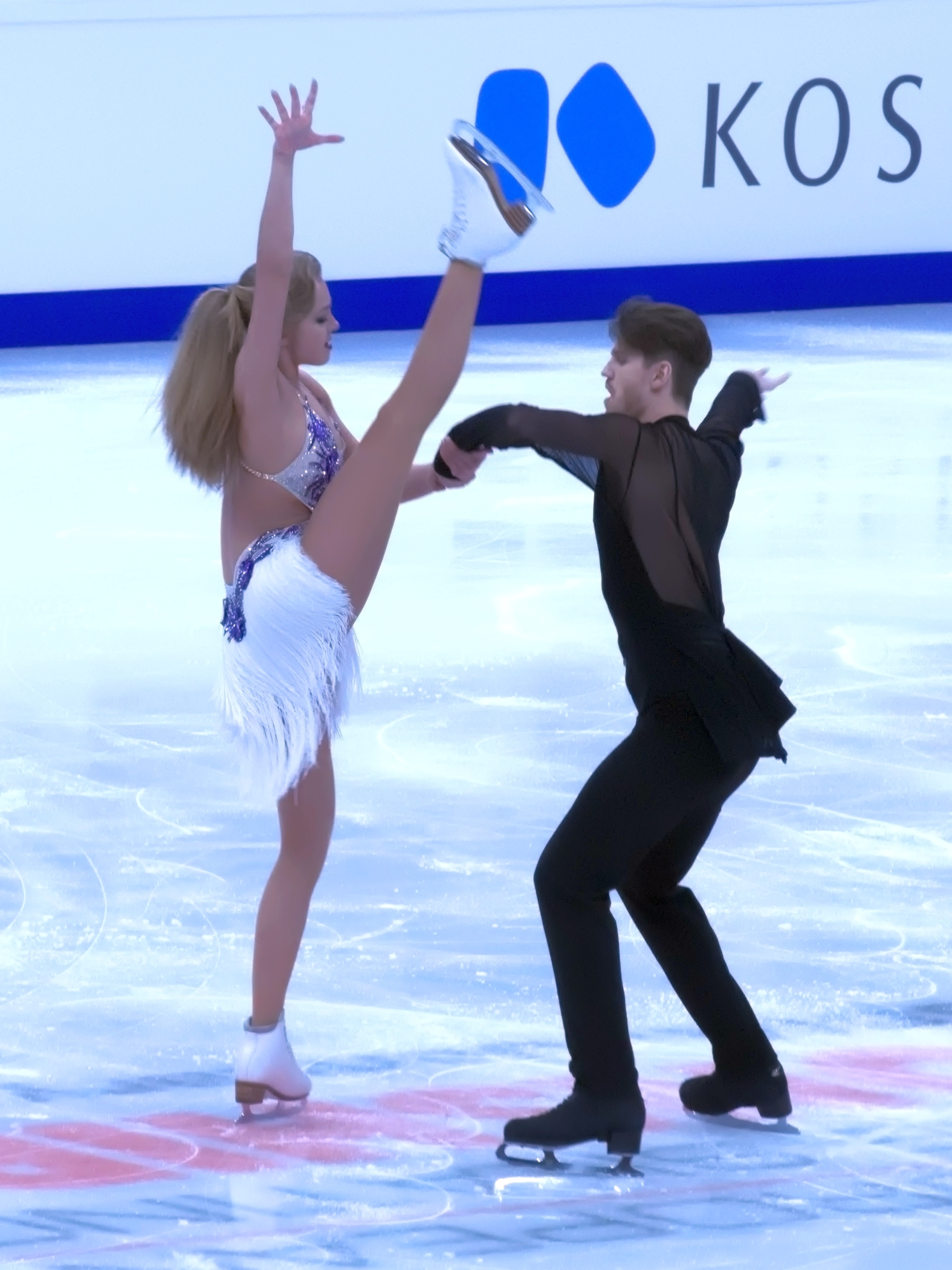
Bukin und Stepanowa bei der EM 2018

Iwan Andrejewitsch Bukin (russisch Иван Андреевич Букин; * 16. September 1993 in Moskau, Russland) ist ein russischer Eistänzer. Mit seiner Eistanzpartnerin Alexandra Stepanowa gewann er bei Europameisterschaften 2019 und 2022 die Silbermedaille sowie 2015, 2018 und 2020 die Bronzemedaille.

## Karriere
Bukin ist der Sohn von Jelena Wasjukowa, einer ehemaligen sowjetischen Eistänzerin, und Andrei Bukin, dem ehemaligen Olympiasieger im Eistanzen. Seit 2006 läuft Bukin zusammen mit Alexandra Stepanowa im Eistanzen. Das Paar war bereits bei den Junioren international erfolgreich. Sie gewann unter anderem die Silbermedaille bei den Eiskunstlauf-Juniorenweltmeisterschaften 2012 in Minsk und die Goldmedaille im Folgejahr in Mailand.
Seit der Saison 2013/14 treten Bukin und Stepanowa bei den Erwachsenen an. In der Folgesaison gewannen sie Bronzemedaillen bei Skate America und den Europameisterschaften in Stockholm. Sie nahmen außerdem in Shanghai an ihren ersten Weltmeisterschaften teil. In den drei folgenden Saisons wurden Bukin und Stepanowa auf nationaler Ebene und bei Europameisterschaften stets von Jekaterina Bobrowa und Dmitri Solowjow geschlagen. Als internationale Erfolge konnten Bukin und Stepanowa in dieser Zeit vier Bronzemedaillen bei Grand-Prix-Wettbewerben und die Bronzemedaille bei den Eiskunstlauf-Europameisterschaften 2018 in Moskau gewinnen. Eine Teilnahme an den Olympischen Winterspielen 2018 war dem Paar dem Paar nicht möglich, da keine Einladung durch das Internationale Olympische Komitee erfolgte.
Die Saison 2018/19 war für Bukin und Stepanowa mit Goldmedaillen beim Cup of Russia und beim Grand-Prix in Helsinki sowie mit der Silbermedaille bei den Europameisterschaften ihre bisher erfolgreichste.

## Erfolge
Zusammen mit Alexandra Stepanowa im Eistanz:
| Meisterschaft / Jahr               | 2014    | 2015    | 2016    | 2017    | 2018    | 2019    | 2020    | 2021    | 2022    |
| ---------------------------------- | ------- | ------- | ------- | ------- | ------- | ------- | ------- | ------- | ------- |
| Olympische Winterspiele            |         |         |         |         |         |         |         |         | 6.      |
| Weltmeisterschaften                |         | 9.      | 11.     | 10.     | 7.      | 4.      |         | 5.      |         |
| Eiskunstlauf-Europameisterschaften |         | 3.      | 5.      | 5.      | 3.      | 2.      | 3.      |         | 2.      |
| Russische Meisterschaften          | 6.      | 3.      | 3.      | 2.      | 2.      | 2.      | 2.      | 1.      | 1.      |
| Grand-Prix-Wettbewerb / Saison     | 2013/14 | 2014/15 | 2015/16 | 2016/17 | 2017/18 | 2018/19 | 2019/20 | 2020/21 | 2021/22 |
| Grand-Prix-Finale                  |         |         |         |         |         | 4.      | 4.      |         |         |
| Cup of China                       |         |         |         | 3.      |         |         |         |         |         |
| Cup of Russia                      |         | 5.      |         |         | 3.      | 1.      |         |         |         |
| Gran Premio d’Italia               |         |         |         |         |         |         |         |         | 3.      |
| Helsinki                           |         |         |         |         |         | 1.      |         |         |         |
| Internationaux de France           |         |         | 3.      |         | 3.      |         |         |         | 3.      |
| NHK Trophy                         |         |         | 4.      |         |         |         | 2.      |         |         |
| Skate America                      |         | 3.      |         | 5.      |         |         | 2.      |         |         |
| Skate Canada                       | 8.      |         |         | 5.      |         |         |         |         |         |

Zusammen mit Alexandra Stepanowa im Eistanz bei den Junioren:
| Ergebnisse                                                  | Ergebnisse              | Ergebnisse              | Ergebnisse              | Ergebnisse              |
| International: Junioren                                     | International: Junioren | International: Junioren | International: Junioren | International: Junioren |
| Wettbewerb / Saison                                         | 2009–10                 | 2010–11                 | 2011–12                 | 2012–13                 |
| ----------------------------------------------------------- | ----------------------- | ----------------------- | ----------------------- | ----------------------- |
| Juniorenweltmeisterschaften                                 |                         |                         | 2.                      | 1.                      |
| JGP Finale                                                  |                         | 3.                      | 3.                      | 1.                      |
| JGP Frankreich                                              |                         | 1.                      |                         |                         |
| JGP Deutschland                                             |                         |                         |                         | 1.                      |
| JGP Italien                                                 |                         |                         | 1.                      |                         |
| JGP Japan                                                   |                         | 1.                      |                         |                         |
| JGP Rumänien                                                |                         |                         | 1.                      |                         |
| JGP Türkei                                                  |                         |                         |                         | 1.                      |
| Pavel Roman Memorial Pokal                                  |                         | 1. J.                   |                         |                         |
| NRW Trophy                                                  | 2. J.                   |                         |                         |                         |
| National                                                    |                         |                         |                         |                         |
| Russische Juniorenmeisterschaften                           |                         | 4.                      | 2.                      | Z                       |
| J. = Junioren; JGP = Junioren Grand Prix; Z = zurückgezogen |                         |                         |                         |                         |